# جون بنتسيل

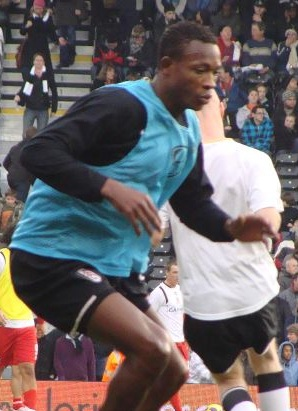
جون بنتسيل

جون بنتسيل (بالإنجليزية: John Paintsil)‏، من مواليد 15 يونيو 1981 في بيريكوم في غانا، لاعب كرة قدم غاني.
بدأ مسيرته الكروية مع نادي بيريكوم أرسنال في موسم 1999/2000، وفي موسم 2000/2001 انتقل إلى نادي ليبرتي بروفيشينالز، وفي موسم 2001/2002 عاد إلى نادي بيريكوم أرسنال، وفي عام 2002 انتقل إلى نادي ماكابي تل أبيب الإسرائيلي، ولعب معهم حتى عام 2004، وشارك معهم في 46 مباراة، وفي عام 2004 انتقل إلى نادي هابويل تل أبيب الإسرائيلي، ولعب معهم حتى عام 2006، وشارك معهم في 42 مباراة وسجل 3 أهداف، وفي عام 2008 انتقل لنادي فولهام الإنجليزي وما زال يلعب معه حتي الآن. وقد بدأ باللعب مع منتخب غانا لكرة القدم في عام 2001.
في عام 2006 تأهل منتخب غانا لكرة القدم إلى نهائيات كأس العالم في ألمانيا 2006 وذلك كان المرة الأولى لمنتخب غانا وفي مباراة غانا والتشيك احرز سولي علي مونتاري الهدف الثاني في مرمي التشيك فاحتفل بنتسيل بالهدف مع زملاؤه في الملعب واخرج من جوربه علم إسرائيل ورفعه محتفلا بالهدف ويذكر ان ذلك اثار استفزاز العالم العربي والإسلامي والدولي أيضا حيث أنه رفع علم دولة لا يلعب باسمها مع احتلالها للأراضي الفلسطينية فخسر منتخب غانا تعاطف الكثير من العرب له بسبب هذه الفعلة ولم يعاقبه الفيفا علي هذه الواقعة مع ان عندما اظهر أبوتريكة قميص مكتوب عليه تعاطفا مع غزة وجه له الحكم إنذار لاظهاره شعارات سياسية. ويعتبر عدن رفع البطاقة الصفزاء في وجهه ظلما.

## روابط خارجية
- جون بنتسيل على موقع الاتحاد الدولي (مؤرشف)  (الإنجليزية)
- جون بنتسيل على موقع قاعدة بيانات كرة القدم.إي يو (الإنجليزية)
- جون بنتسيل على موقع ناشيونال فوتبول تيمز (الإنجليزية)
- جون بنتسيل على موقع Soccerbase.com (لاعب) (الإنجليزية)
- جون بنتسيل على موقع عالم كرة القدم.نت (الإنجليزية)
- جون بنتسيل على موقع أوليمبيديا (الإنجليزية)
- جون بنتسيل على موقع AS.com (الإسبانية)